# Radio Society of Kenya
Die Radio Society of Kenya (RSK), deutsch „Amateurfunkverband von Kenia“, ist die nationale Vereinigung der Funkamateure in Kenia.
Die RSK ist Mitglied in der International Amateur Radio Union (IARU Region 1), der internationalen Vereinigung von Amateurfunkverbänden, und vertritt dort die Interessen der Funkamateure des Landes.